# Friedrich Paschen
Louis Karl Heinrich Friedrich Paschen (Schwerin, 22 de janeiro de 1865 — Potsdam, 25 de fevereiro de 1947) foi um físico alemão, conhecido por seus trabalhos sobre descargas elétricas. Também é conhecido pela série de Paschen, uma série das linhas espectrais do hidrogênio na região do infravermelho, observada pela primeira vez em 1908. Ele estabeleceu a chamada curva de Paschen em seu artigo "Über die zum Funkenübergang in Luft, Wasserstoff and Kohlensäure bei verschiedenen Drücken erforderliche Potentialdifferenz".

## Biografia
Paschen nasceu em Schwerin, Mecklemburgo-Schwerin. De 1884 a 1888, estudou na Universidade Humboldt de Berlim e na Universidade de Estrasburgo, posteriormente tornou-se assistente de Johann Wilhelm Hittorf na Academia de Münster. Ele tornou-se professor na Academia Técnica de Hanover em 1893 e professor de física na Universidade de Tübingen em 1901. Atuou como presidente da Physikalisch-Technischen Reichsanstalt no período 1924-1933 e como professor honorário na Universidade de Berlim em 1925. Lecionou até seu falecimento em Potsdam, em 1947.